# Dżibuti na Letnich Igrzyskach Olimpijskich 2008
Dżibuti na Letnich Igrzyskach Olimpijskich 2008 reprezentowało dwoje zawodników - 1 mężczyzna i 1 kobieta. Wystartowali oni w lekkoatletyce - biegu na 1500 metrów mężczyzn oraz biegu na 100 metrów kobiet.
Był to 7. start reprezentacji Dżibuti na letnich igrzyskach olimpijskich.

## Reprezentanci

### Lekkoatletyka
| Zawodnik            | Konkurencja     | Eliminacje | Eliminacje | Ćwierćfinał            | Ćwierćfinał            | Półfinał               | Półfinał               | Finał                  | Finał                  |
| Zawodnik            | Konkurencja     | Rezultat   | Pozycja    | Rezultat               | Pozycja                | Rezultat               | Pozycja                | Rezultat               | Pozycja                |
| ------------------- | --------------- | ---------- | ---------- | ---------------------- | ---------------------- | ---------------------- | ---------------------- | ---------------------- | ---------------------- |
| Fathia Ali Bourrale | 100 m kobiet    | 14.29      | 8          | Odpadła w eliminacjach | Odpadła w eliminacjach | Odpadła w eliminacjach | Odpadła w eliminacjach | Odpadła w eliminacjach | Odpadła w eliminacjach |
| Mahamound Farah     | 1500 m mężczyzn | 3:43.62    | 9          | Odpadł w eliminacjach  | Odpadł w eliminacjach  | Odpadł w eliminacjach  | Odpadł w eliminacjach  | Odpadł w eliminacjach  | Odpadł w eliminacjach  |